# Daud Muzamil
Muhammad Daud Muzamil (em pastó: ملا محمد داود مزمل; 9 de março de 2023) foi um político afegão, membro do Talibã e governador da província de Nangarhar.
Muzamil foi morto em um ataque suicida ocorrido durante uma reunião dentro do gabinete provincial de Balkh. Nenhum grupo reivindicou a autoria do ataque.